# 고셔병
고셔병(영어: Gaucher's disease)은 글루코세레브로시데이스를 암호화하는 유전자의 돌연변이로 인해 발생한다. 이러한 돌연변이는 대식세포로 불리는 면역 세포에서 글루코세레브로사이드라 불리는 물질을 축적시킨다. 이러한 글루코세레브로사이드의 축적은 간, 지라(비장), 폐, 뼈와 신경계에 이상 증상을 유발한다. GBA 유전자의 서로 다른 돌연변이들은 여러 형태의 고셔병을 유발한다. 가장 흔한 1형 고셔병은 대개 신경계와는 관련이 없다. 고셔병은 열성으로 유전되는데, 이는 GBA 돌연변이 유전자 2개(부모 각각에게 한 개씩)를 받아야 질병이 발생한다는 것을 뜻한다. GBA 돌연변이 유전자를 한 개만 가지는 사람도 파킨슨병이 발병할 위험이 높다. 고셔병을 일으키는 돌연변이는 누구나 가질 수 있지만, 아슈케나지 유태인 조상을 가진 사람에게서 훨씬 높은 빈도로 나타난다.

## 같이 보기
- 니만픽 병
- 파브리병